# L'avamposto dell'inferno
L'avamposto dell'inferno (Hell's Outpost) è un film del 1954 diretto da Joseph Kane.
È un film d'azione statunitense con Rod Cameron, Joan Leslie e John Russell. È basato sul romanzo Silver Rock di Luke Short del 1953.

## Trama
Un veterano della guerra di Corea tenta di aiutare il proprietario di una miniera di una piccola città Tully Gibbs a sviluppare la sua miniera di tungsteno nonostante gli sforzi del capo della città per fermarlo.

## Produzione
Il film, diretto da Joseph Kane su una sceneggiatura di Kenneth Gamet con il soggetto di Luke Short (autore del romanzo), fu prodotto dallo stesso Kane per la Republic Pictures e girato nell'Iverson Ranch a Chatsworth in California. Il titolo di lavorazione fu Silver Rock.

## Colonna sonora
- Packin' the Mail - scritta da Chill Wills

## Distribuzione
Il film fu distribuito con il titolo Hell's Outpost negli Stati Uniti dal 15 dicembre 1954 al cinema dalla Republic Pictures.
Altre distribuzioni:
- in Austria nel settembre del 1955 (Die Hölle von Silver Rock)
- in Svezia il 3 ottobre 1955 (Helvetets utpost)
- in Germania Ovest il 16 dicembre 1955 (Die Hölle von Silver Rock)
- in Danimarca il 24 settembre 1956 (Kampen om minen)
- in Grecia (Gyrizo gia ekdikisi)
- in Francia (Le carrefour de l'enfer)
- in Italia (L'avamposto dell'inferno)

## Critica
Secondo il Morandini il film è caratterizzato da "anonima confezione, pessima fotografia, recitazione minimalista" per una produzione che assomiglia ad un western senza esserlo.

## Promozione
La tagline è: "EXPLOSIVE ACTION...as two desperate men struggle atop tons of TNT! He'd blast his way through mountains to get what he wanted...and he wanted her!".